# عرب‌ستیزی

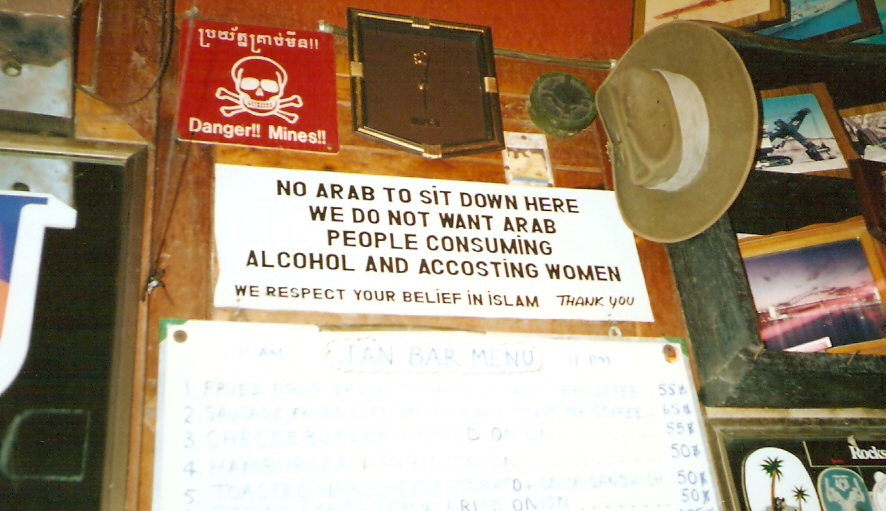
یک نوشته در مغازه‌ای در ساحل پاتایا در تایلند نوشته:هیچ عربی اینجا ننشیند. ما عرب‌هایی که الکل مصرف می‌کنند و به دنبال زنان هستند را نمی‌خواهیم. ما به اعتقاد شما به اسلام احترام می‌گذاریم.

عرب‌ستیزی به احساسات و اعمالی که حاوی تبعیض، عملیات خصمانه، نفرت یا پیش‌داوری علیه مردمان عرب یا نژاد عرب، یا گروه‌های خاصی از مردم عرب باشد، گفته می‌شود. عرب ستیزی عموماً با اسلام‌هراسی اشتباه گرفته می‌شود. عرب ستیزی می‌تواند از نفرت شخصی تا عقاید عامیانه کل یک فرهنگ، ناحیه یا کشور را شامل شود.

## استرالیا

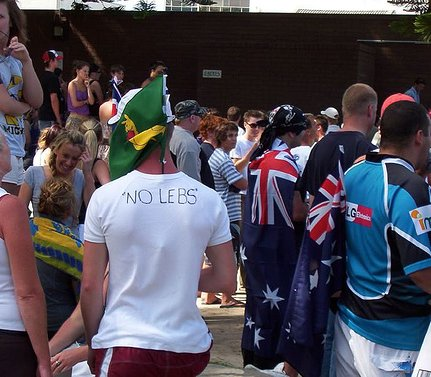
سیدنی، استرالیا دسامبر ۲۰۰۵.

رهبران استرالیا ناآرامی‌های خیابانی در دسامبر ۲۰۰۵ میلادی در آن کشور را به نژادپرستی و عرب‌ستیزی توصیف کردند و رئیس مجلس نیوساوث ولز موریس ایما گفت چهره زشت نژادپرستی در استرالیا نمایان شده‌است.

## اسرائیل

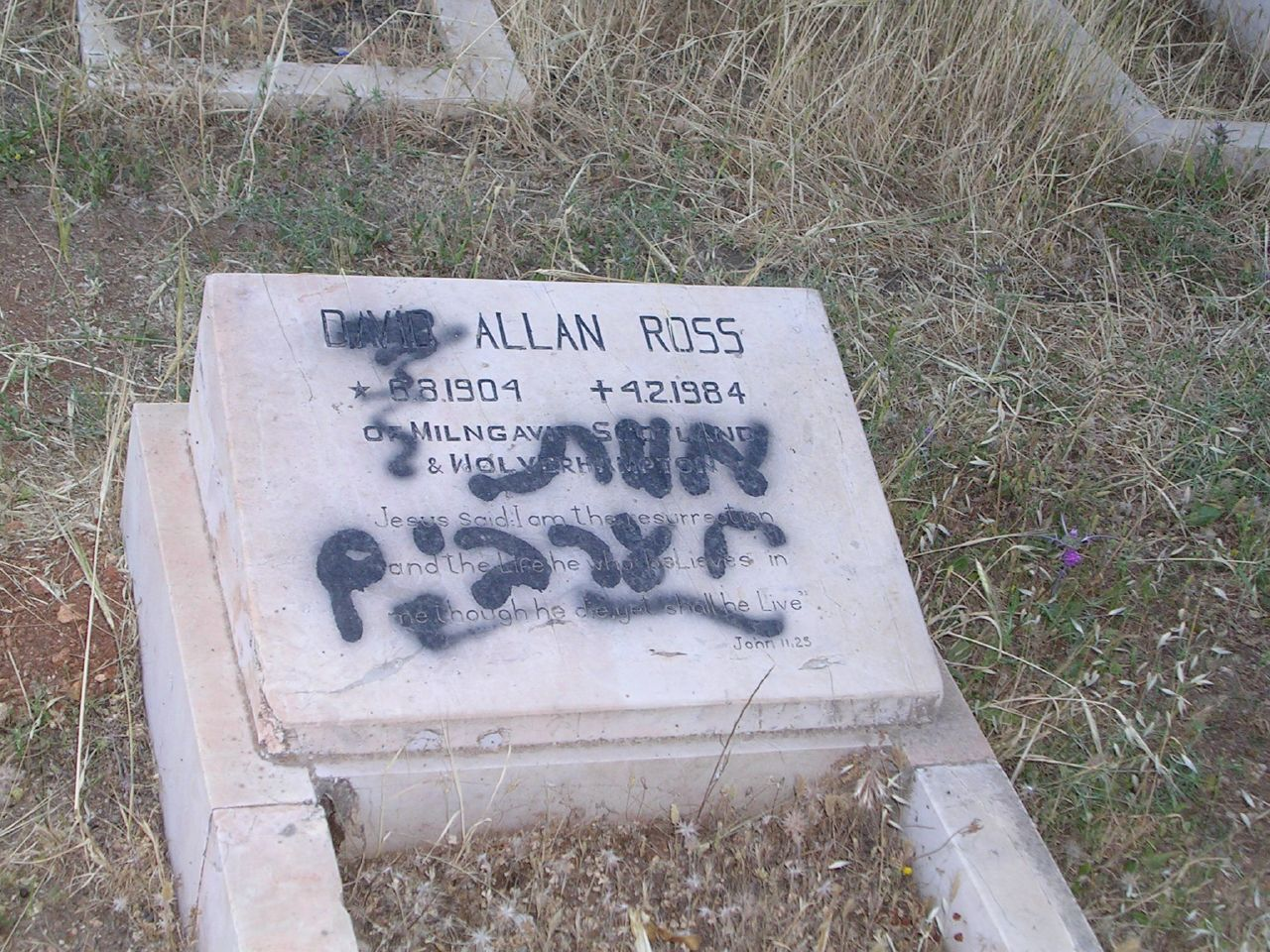
تخریب قبر یک مسیحی عرب. ترجمه: مرگ بر اعراب.

در اکتبر سال ۲۰۰۰ میلادی سالگرد آغاز جنگ یوم کیپور هزاران یهودی طی تظاهراتی در شهرهای ناصره و تل‌آویو اقدام به پرتاب سنگ به سوی عرب‌های حاضر کردند و با سر دادن شعار مرگ بر عرب به تخریب دارایی‌های عرب‌ها پرداختند. روزنامهٔ اسرائیلی هاآرتص پس از این حوادث نوشت: بعد از این حوادث، امسال یوم کیپور بعنوان روزی مملو از خشونت و نژادپرستی یهود علیه عرب مشهور خواهد شد. در این ناآرامی‌ها دو عرب کشته و تعدادی زخمی شدند.
حزب ملی‌گرای اسرائیل خانه ما که در سال ۲۰۰۶ میلادی تنها ۱۱ کرسی مجلس را داشت به دلیل استقبال مردم از سیاست‌های عرب ستیزانه‌اش در سال ۲۰۰۹ میلادی توانست ۱۵ کرسی را از آن خود کند. این حزب در ادامهٔ سیاست تأسیس یک کشور فلسطینی مستقل، مرزهای اسرائیل را چنان ترسیم کرده بود تا بیش از ۵۰۰٬۰۰۰ عرب اسرائیلی در قلمرو دولت فلسطین قرار گیرند و به جای آن شهرک‌های یهودی‌نشین کرانه باختری به اسرائیل منضم شود. همچنین مهاجرت اجباری عرب‌های ساکن اسرائیل از دیگر سیاست‌های آن‌ها بود. این طرح که به طرح لیبرمن نیز مشهور است از سوی روزنامهٔ گاردین یک طرح عرب ستیز توصیف شده‌است.
آویگدور لیبرمن رهبر حزب اسرائیل خانه ماست توسط ایهود باراک بعنوان وزیر تهدیدات استراتژیک به کابینه راه یافت. احمد طیبی عضو عرب کنست، لیبرمن را سیاستمداری بسیار خطرناک و پیچیده توصیف کرد که حمایت خود را از طریق نژادستیزی کسب کرده‌است. یهودا بن مایر در ستون نظرات هاآرتص به لیبرمان برچسب نژادپرستی زده‌است.
یحیل حزان عضو کنست در سال ۲۰۰۴ میلادی عرب‌ها به کرم تشبیه کرد و گفت آن‌ها مانند کرم، همه جا هستند. در زیرِزمین و روی زمین حاضرند.
رافائل ایتان رئیس سابق ستاد نیروهای مسلح اسرائیل گفت: تا زمانی فلسطینی‌ها امنیت رفت‌وآمد خودروها در جاده‌ها را به خطر می‌اندازند، می‌بایست آزادی رفت‌وآمد آنها را محدود کرد تا مانند سوسک‌هایی که در یک بطری محصور و به آنها مواد مخدر داده شده‌است، شوند.
در الخلیل فردی ناشناس با اسپری رنگی روی دیوار شعارهای عرب‌ها را در کوره‌های آدم پزی بیندازید و عرب، انسان فرعی است، نوشت. در اورشلیم نیز نقاشی‌های دیواری با موضوع عرب‌ستیزی کشیده شد. در دهه‌های ۸۰ و ۹۰ کتاب‌های جغرافی مدارس ابتدایی و راهنمایی عرب‌ها را افرادی بدوی، کثیف، آشفته، پرخاشگر و دشمن یهود معرفی می‌کرد. کتاب‌های تاریخ ابتدایی نیز از عرب‌ها به بدی یاد می‌کرد. کتاب‌های درسی تاریخ دوره دبیرستان که اکثراً به مناقشات اسرائیل و عرب‌ها اشاره می‌کرد، با دیدی منفی، عرب‌ها را سرسخت و سازش‌ناپذیر یاد می‌کرد.
اعراب بادیه‌نشین ساکن جنوب اسرائیل با گزارشی با سازمان ملل متحد، ادعای دولت اسرائیل مبنی برای برابری شهروندان در آن کشور را نفی کردند. بدویان گزارش دادند که شهرهای محل سکونت آنان در مقایسه با شهرهای یهودیان از امکاناتی مانند آب و دیگر خدمات شهری کمتری برخوردار هستند. علی‌رغم توصیه دیوان عالی اسرائیل، بئرشبع از به رسمیت شناختن منطقه مقدس بدویان خودداری می‌کند.
پس از حملهٔ تروریستی عدن ناتان زادا، سرباز ارتش اسرائیل، به اتوبوس حامل عرب‌های ساکن اسرائیل در سال ۲۰۰۵ میلادی که باعث مرگ ۴ عرب اسرائیلی شد، عرب‌های اسرائیل از افزایش اینگونه حملات ابراز نگرانی کردند و آن را یک اقدام برنامه‌ریزی شده خواندند. عابد اینبیتاوی یک سخنگوی عرب‌های اسرائیلی در گفتگو با جروزالم پست گفت که این حرکت را نشانهٔ رشد روزافزون فاشیسم و نژادپرستی در جامعهٔ اسرائیل نسبت به عرب‌ها می‌داند. اغلب فوتبالیست‌های عرب اسرائیلی با شعارهایی مانند نه عرب‌ها، نه تروریسم از سوی تماشاگران روبرو می‌شوند. عباس ذاکور عضو عرب کنیست اسرائیل در حادثه‌ای که به جنایتِ نفرت مشهور شد، توسط مهاجران روسی که شعارهای عرب‌ستیزانه فریاد می‌کردند، با ضربات چاقو به قتل رسید.
نتایج نظرسنجی یک مؤسسهٔ تحقیقاتی در سال ۲۰۰۶ میلادی نشان داده‌است که ۴۱٪ اسرائیلی‌ها از تبعیض نژادی علیه عرب‌های اسرائیلی حمایت می‌کنند، ۴۰٪ بر این باورند که دولت باید به مهاجرت عرب‌ها از اسرائیل کمک کند و ۶۳٪ عرب‌ها را برای امنیت و جمعیت اسرائیل یک تهدید می‌دانند. همچنین این نظرسنجی نشان داده‌است بیش از دو سوم اسرائیلی‌ها خواهان زندگی در ساختمانی که یک عرب نیز در آنجا ساکن است، نیستند. ۳۶٪ فرهنگ عربی را عقب‌افتاده می‌دانند و ۱۸٪ آن‌ها نیز از شنیدن گفتگوهای عربی بیزارند.
در سال ۲۰۰۷ میلادی انجمن حقوق مدنی اسرائیل گزارش داد که دیدگاه‌های عرب ستیز دو برابر شده و حوادث نژادپرستانه ضد عرب ۲۶٪ افزایش یافته‌است. این گزارش نشان می‌داد که نیمی از اسرائیلی‌های یهودی باور داشتند که عرب‌های اسرائیلی نباید حقوق برابر با سایرین داشته باشند. ۵۰٪ دولت را به مهاجرت دادن عرب‌ها تشویق می‌کردند. ۷۵٪ جوانان یهودی معتقد بودند که عرب‌ها هوش و پاکی کمتری نسب به یهودی‌ها دارند. مرکز موساوا که یک مرکز حمایتی برای عرب‌ها در اسرائیل است گزارش داد که حوادث نژادپرستانه علیه عرب‌ها در سال ۲۰۰۸ میلادی ده برابر شده‌است. بیشتر این حوادث در بیت‌المقدس گزارش شده‌است. این گزارش با نکوهش رهبران اسرائیل گفت: این حملات نتیجه قضا و قدر نیست، بل نتیجه تحریک جامعه از سوی رهبران دینی و سیاسی به خشونت علیه عرب‌ها است.
پس از آنکه چند سرباز ارتش اسرائیل، در سال ۲۰۰۹ میلادی و پس از جنگ غزه، کاریکاتورها و شعارهای توهین‌آمیزی نسبت به فلسطینی‌ها روی تی‌شرت‌های خود چاپ کرده بودند، انتقاداتی متوجه ارتش اسرائیل شد.
در مارس ۲۰۰۹ میلادی یک سلسله مراسم که با عنوان بیت المقدس، پایتخت فرهنگ عرب در آن شهر، ناصره و دیگر مناطق کشور برنامه‌ریزی و برگزار شده بود برای بار دوم از سوی آوی دیچتر وزیر امنیت داخلی اسرائیل، غیرقانونی خوانده شدند. رامی جرائیسی شهردار ناصره این حرکت را یک رفتار ضد عربی نامید. دیچتر معتقد بود این مراسم باعث نقض توافق موقت، بین فلسطین و اسرائیل می‌شد.

## ایران
در ایران نیز مواردی دال بر عرب‌ستیزی دیده شده‌است که برخی از متخصصان در این باره موضوعات و اشاراتی داشته‌اند. دکتر ناصر فکوهی دربارهٔ آسیب‌شناسی روشنفکری معاصر ایران به این نکته اشاره کرده‌است. او معتقد است که گفتمانِ ملی‌گرایانه افراطی (شوونیستی)، در ایران که به شدت «نژاد پرستانه»، باستان‌گرا و به دور از تعقل است با تمامِ مشخصاتِ شوونیسم در سطح جهان و در میان احزاب فاشیستی، چون بیگانه‌هراسی، نفرت‌نژادی و ضد قومی بودن است و می‌تواند خطرناک باشد.

فکوهی همچنین بر این باور است که این گفتمان مثلاً به سهولت لحن و رویکردهای «ضدعرب» به خود می‌گیرد، بدون آنکه متوجه باشد در ایران ما جمعیتی چند میلیونی از عرب‌ها در (اهواز، بوشهر) داریم، که هم میهنان ما هستند. گروهی از روشنفکرانِ ایران، مواضعِ ملی‌گرایانهٔ ضدِعرب و تاریخی می‌گیرند و بحث را براساسِ محوریت ایرانِ مرکزی پیش می‌برند، به خود زحمتِ آن را نمی‌دهند تا ببینند مسائل بر سر چیست و به نشان دادنِ واکنش‌هایی بسنده می‌کنند.